# Manuel A. Odría
Manuel Arturo Odría Amoretti (Tarma, 26 novembre 1897 – Lima, 18 febbraio 1974) è stato un generale e politico peruviano.
È stato presidente del Perù dal 29 ottobre 1948 al 1º giugno 1950, a seguito di un colpo di Stato col quale ha dichiarato fuorilegge tutti i partiti politici, e dal 28 luglio 1950 al 28 luglio 1956.